# Medaliści mistrzostw Polski seniorów w skoku wzwyż z miejsca
Medaliści mistrzostw Polski seniorów w skoku wzwyż z miejsca – zdobywcy medali seniorskich mistrzostw Polski w konkurencji skoku wzwyż z miejsca.
Skok wzwyż z miejsca mężczyzn znalazł się w programie mistrzostw Polski seniorów dwukrotnie: podczas dwóch pierwszych edycji tych zawodów.
Rekord mistrzostw Polski seniorów w skoku w dal z miejsca wynosi 1,26 i został ustanowiony 17 lipca podczas mistrzostw Polski 1920 we Lwowie przez Stanisława Sośnickiego.

## Medaliści
| Mistrzostwa | 1. miejsce                          | Rezultat | 2. miejsce               | Rezultat | 3. miejsce | Rezultat |
| Lwów 1920   | Stanisław Sośnicki Polonia Warszawa | 1,26     | Wacław Kuchar Pogoń Lwów |          |            |          |
| Lwów 1921   | Kazimierz Cybulski Pogoń Lwów       | 1,25     |                          |          |            |          |

## Klasyfikacja medalowa
W historii mistrzostw Polski seniorów na podium tej imprezy stanęło w sumie 3 skoczków, każdy z nich zdobył 1 medal.
| Lp. | Zawodnik           | Złoto | Srebro | Brąz | Razem |
| 1.  | Stanisław Sośnicki | 1     | 0      | 0    | 1     |
| 1.  | Kazimierz Cybulski | 1     | 0      | 0    | 1     |
| 3.  | Wacław Kuchar      | 0     | 1      | 0    | 1     |